# Barbo
Barbo je plemićka obitelj mletačkog podrijetla u Istri. Plemstvo Motovuna i Kopra stekli su u mletačkom dijelu. Jedan se ogranak obitelji izdvojio i po ženskoj liniji postao vlasnikom nekih posjeda Pazinske knežije. 
Braća Juraj i Franjo (Giorgio i Francesco) na saboru staleža u Ljubljani 1579. istupali su kao zaštitnici istarskih protestanata, a sudjelovali su i u ratu protiv Osmanlija na habsburškoj strani. Messaldo (suvlasnik kaštela Kožljaka) je zbog ubojstva sina (koji je ustrajavao na katoličanstvu) osuđen 1589. u Ljubljani na smrt. Još su bili poznati i pićanski biskupi Danijel (1563. – 1570.) te Ivan (oko 1465. – 1547.) koji su djelovali u Istri. Danilo (Daniele), također poznati Barbo bio je senjski kapetan od 1590. do 1601., a s uskočkim vojvodama borio se protiv carskog komesara Rabattija zbog grubih postupaka prema Senjanima.

## Vanjske poveznice
- Barbo Istarska enciklopedija
- Barbo, Daniele (Danilo) Hrvatska enciklopedija